# Carlo Mannelli
Carlo Mannelli (* 4. November 1640 in Rom; † 6. Januar 1697 ebenda) war ein italienischer Violinist, Kastrat und Komponist.

## Leben und Wirken
Carlo Mannelli verbrachte den größten Teil seines Lebens in Rom und wirkte dort bei Opernaufführungen sowie bei kirchlichen Anlässen mit. Schon als Knabe gehörte er zu den musici da camera des Fürsten Camillo Francesco Maria Pamphilj an. 1650 und 1651 war er Sopranist an San Luigi dei Francesi und 1657 sang er in Pietro Andrea Zianis Le fortune di Rodope e Damira in der Rolle des Lerino. Als Violinist mit dem Beinamen Carlo del Violino wird er ab 1660 als erster Geiger in den namhaftesten Römischen Formationen seiner Zeit geführt. Arcangelo Corelli, der vielfach unter Mannellis Leitung musiziert hatte und diesen erst zwischen 1682 und 1690 nach und nach als ersten Concertino Geiger ablöste, bezeichnete ihn 1685 in einem Schreiben als einen seiner einflussreichsten Lehrer. Außerdem zählt er mit Carlo Ambrogio Lonati und Lelio Colista sicherlich zu den im Vorwort zu Corellis Op. 1 zitierten „più valorosi professori musici di Roma“, bei denen Corelli sich ausdrücklich bedankt.
Für mehrere Jahre war Mannelli Leiter der Congregatione di S. Cecilia, einer bis in unsere Tage fortbestehenden Musikerorganisation. Als er 1697 unverheiratet starb, hinterließ er sein nicht unbeträchtliches Vermögen der Kongregation. Die Stiftungssumme war für minderbemittelte Mitglieder vorgesehen und erlosch erst gegen Ende des 18. Jahrhunderts.
Die einzige seiner beiden Sinfonie a violino solo (um 1666), ist als Manuskript erhalten, weitere Werke der Gattung bleiben verschollen. In seinem Nachlass werden rund 300 Werke genannt, darunter 86 Violinsonaten, 24 Triosonaten, 58 Sinfonie für drei Violinen und B. c., sowie einige Vokalwerke. Auch finden sich Hinweise auf ein Werk Studio del Violino, welches ebenfalls verschollen bleibt. Die 14 Triosonaten Op.2 sind meist fünfsätzig und tragen die Namen von Musikerkollegen aus der Congregatione di S. Cecilia. Die in Op. 2 angekündigte Veröffentlichung einer Triosonatensammlung Op. 3 ist nicht erschienen. In der ersten italienischen Violinschule (1645) von Gasparo Zanetti, werden Beispiele Mannellis angeführt, die eine für die Zeit untypische Präzisierung der Vortragszeichen wiedergeben.

## Werke (Auswahl)
- Primo Libro di Sinfonie a Violino solo (um 1666) (verloren)
- Op. 2: 14 Sonate a tre, dui Violini e Leuto o Violone con il Basso per l’Organo (Rom, 1682)
- Op. 3: 12 Sonate a tre, doi Violini, Leuto o Violone, con il Basso per l’Organo (Rom, 1692)
- Capricci a due Violini e Basso (verloren)
- Terzo Libro di Sonate a tre d’altri Stili (verloren)
- Studio del Violino (verloren)